# William Dieterle
William Dieterle, all'anagrafe Wilhelm Dieterle, (Ludwigshafen am Rhein, 15 luglio 1893 – Ottobrunn, 8 dicembre 1972) è stato un regista e attore tedesco naturalizzato statunitense.
Fu anche sceneggiatore e produttore cinematografico.

## Biografia
Ultimo di nove figli di una povera famiglia ebraica, appena ne fu in grado lavorò come falegname. Raggiunta l'adolescenza si avvicinò al teatro e a sedici anni lasciò tutto per unirsi a una compagnia viaggiante. Recitò sul palcoscenico molte volte fino a debuttare al cinema in Germania nel 1913. Tuttavia, dal suo primo ruolo a quello successivo dovettero passare quasi sette anni: fu l'impresario Max Reinhardt a favorire il definitivo  passaggio di Dieterle dal teatro al grande schermo. Recitò per quasi dieci anni soprattutto nella parte dell'eroe romantico in pellicole tedesche dal sapore gotico, ma era più interessato alla regia e nel 1923, grazie al suo mentore, diresse la sua prima opera con una giovanissima Marlene Dietrich.
Altri quattro anni dovevano scorrere prima che tornasse di nuovo e in maniera più definitiva dietro la macchina da presa; nel 1930 emigrò negli Stati Uniti per girare la versione americana dei suoi film tedeschi e da lì di fatto non tornò più indietro. Nel 1935 Max Reinhardt lo raggiunse in America, a causa dell'avanzata del nazismo, e insieme girarono Sogno d'una notte di mezza estate con una esordiente Olivia de Havilland; nonostante fosse ben girato e ben recitato fu un fiasco al botteghino e decretò la fine della carriera registica dell'impresario tedesco. Un anno dopo diresse Paul Muni nel primo dei suoi film biografici, La vita del dottor Pasteur, film che conquistò un Oscar per la miglior sceneggiatura e il miglior soggetto originale (Sheridan Gibney e Pierre Collings) e come miglior attore a Paul Muni. Con lo stesso Muni nel 1937 girò Emilio Zola, ancora Oscar come miglior sceneggiatura, come miglior film e al miglior attore non protagonista, censurato in molti paesi; in Italia fu proiettato solo nel 1952 e mai in versione integrale (ad eccezione dei passaggi televisivi). Nel 1939 diresse Notre Dame, seconda versione del romanzo di Victor Hugo, con Charles Laughton nel ruolo del gobbo Quasimodo. Nel 1949 girò in Italia il film Vulcano con attrice protagonista Anna Magnani.
Dopo la metà degli anni quaranta si associò al magnate di Hollywood David O. Selznick, dirigendo per lui alcuni film con Jennifer Jones, futura moglie del produttore: Duello al sole, nel quale partecipò alla travagliata regia, anche se il regista accreditato fu King Vidor), il meno riuscito Gli amanti del sogno e il romantico Il ritratto di Jennie, melodramma con la Jones e Joseph Cotten. Nel 1948 firmò il noir La corda di sabbia con Peter Lorre, cruda opera sulla malavita che ancora sa colpire per la violenza e il realismo di alcune scene. I lavori successivi furono minori, se non del tutto deludenti. Nel 1960 ritornò in Germania e lavorò per altri otto anni prima di ritirarsi completamente dalla scene.

## Filmografia

### Regista cinematografico
- La Bohème (Bohème - Künstlerliebe), regia di Gennaro Righelli (1923)
- Gli esiliati del Volga (Heimweh), regia di Gennaro Righelli (1927)
- Sesso incatenato (Geschlecht in Fesseln - Die Sexualnot der Gefangenen) (1928)
- Die Heilige und ihr Narr (1928)
- Ludwig der Zweite, König von Bayern (1930)
- Man Wanted (1932)
- Ancora sei ore di vita (6 Hours to Live) (1932)
- The Crash (1932)
- Il giocatore (Grand Slam) (1933)
- Orizzonti di fuoco (The Devil's in Love) (1933)
- Female, regia di Michael Curtiz (non accreditati William Dieterle e William A. Wellman) (1933)
- Nebbia a San Francisco (Fog over Frisco) (1934)
- Madame du Barry (1934)
- Le armi di Eva (Fashions of 1934), regia di William Dieterle (1934)
- Sogno di una notte di mezza estate (A Midsummer Night's Dream), collaborazione alla regia firmata da Max Reinhardt (1935)
- La vita del dottor Pasteur (The Story of Louis Pasteur) (1936)
- Satan Met a Lady (1936)
- L'angelo bianco (The White Angel) (1936)
- Emilio Zola (The Life of Emile Zola) (1937)
- Aurora sul deserto (Another Dawn) (1937)
- Il principe e il povero (The Prince and the Pauper), co-regia di William Keighley (1937)
- Marco il ribelle (Blockade) (1938)
- Il conquistatore del Messico (Juarez) (1939)
- Notre Dame (The Hunchback of Notre Dame) (1939)
- La vita di Giulio Reuter - Messaggio tragico (A Dispatch from Reuter) (1940)
- Un uomo contro la morte (Dr. Ehrlich's Magic Bullett) (1940)
- L'oro del demonio (All That Money Can Buy) (1941)
- Stella nel cielo (Sincopation) (1942)
- Tennessee Johnson (1942)
- Kismet (1944)
- Al tuo ritorno (I'll Be Seeing You) (1944)
- Gli amanti del sogno (Love Letters) (1945)
- This Love of Ours (1945)
- Il ritratto di Jennie (Portrait of Jennie) (1948)
- Delitto senza peccato (The Accused) (1948)
- La corda di sabbia (Rope of Sand) (1949)
- Accadde in settembre (September Affair) (1950)
- Vulcano  (1950)
- La città nera (The Dark City) (1950)
- La mia vita per tuo figlio (Paid in Full) (1950)
- Furore sulla città (The Turning Point) (1951)
- La montagna dei sette falchi (Red Mountain) (1952)
- La vita che sognava (Boots Malone) (1952)
- Salomè (Salome) (1953)
- La pista degli elefanti (Elephant Walk) (1954)
- Fuoco magico (Magic Fire) (1956)
- Le avventure e gli amori di Omar Khayyam (Omar Khayyam) (1956)
- Il vendicatore (Dubrowsky) (1959)
- Il mistero dei tre continenti (Herrin der Welt) (1960)
- Il tesoro del santo (The Confession) (1964)

### Regista TV
- Ein Sommernachtstraum (1968)

### Attore
- Fiesko, regia di Carl Hoffmann, Phil Jutzi (1913)
- Die Vermummten, regia di Franz Seitz (1920)
- Die Verschwörung zu Genua, regia di Paul Leni (1921)
- Die Geierwally, regia di Ewald André Dupont (1921)
- Hintertreppe, regia di Leopold Jessner, Paul Leni (1921)
- Fräulein Julie
- Frauenopfer, regia di Karl Grune (1922)
- Die Silbermöve, regia di Fred Sauer (1922)
- Der Graf von Charolais
- L'espulsione (Die Austreibung), regia di Friedrich Wilhelm Murnau (1923)
- Die Pagode, regia di Alfred Fekete (1923)
- Il gabinetto delle figure di cera (Das Wachsfigurenkabinett), regia Paul Leni (1924)
- Mutter und Kind, regia di Carl Froelich (1924)
- Der Pfarrer von Kirchfeld, regia di Jacob Fleck e Luise Fleck (1926)
- Der rosa Diamant, regia di Rochus Gliese (1926)
- Die Mühle von Sanssouci, regia di Siegfried Philippi e Frederic Zelnik (1926)
- Die Försterchristel, regia di Frederic Zelnik (1926)
- Der Zigeunerbaron, regia di Frederic Zelnik (1927)
- Die Weber, regia di Frederic Zelnik (1927)
- Die Heilige und ihr Narr, regia di William Dieterle (1928)
- Ludwig der Zweite, König von Bayern, regia di William Dieterle (1930)